# Gregor Bak
Gregor Bak (Delft, 23 maart 1961) is een Nederlandse televisiepresentator, pianist, koordirigent, muziekwetenschapper en voormalig docent muziek.

## Biografie

### Opleiding
Bak heeft gymnasium-alfa aan het Stanislascollege in Delft gedaan, studeerde piano bij Henny van Es en muziekwetenschappen aan de Rijksuniversiteit te Utrecht. Van 1987 tot 1991 werkte hij als muziekleraar in het voortgezet onderwijs aan het Grotius College in Delft en Gymnasium Sorghvliet.

### Carrière
Zijn (televisie)carrière begon toen hij in 1991 bij de NCRV terechtkwam. Vanaf 1994 presenteerde hij achtereenvolgens:
- Schoolstrijd (een quiz voor middelbare scholieren)
- Zo Vader, Zo Zoon
- Thank you for the music
- BovenGemiddeld (quiz)
- het door Bak bedachte klassiekemuziekprogramma C-majeur
- De zingende zaak (samen met Jochem van Gelder)
- Una Voce Particolare jurylid

Hij begeleidde in 2004 de sopraan Miranda van Kralingen bij haar theaterconcert. Op 1 januari 2005 werkte hij mee aan een televisieconcert van de Jostiband.
In 2006 werd zijn contract bij de NCRV niet verlengd.
Bak treedt op als pianist en is tevens dirigent van diverse koren, onder andere het Oeral-Kozakkenkoor en Cantiamo Delft. Als pianist begeleidt hij regelmatig de sopraan Francis van Broekhuizen.
In 2021 verscheen Bak in het tv-programma Top 2000 à Go-Go als dirigent van het Oeral-Kozakkenkoor (uitzenddatum 27 december 2021).